# Amphineurus kandu
Amphineurus kandu är en tvåvingeart som beskrevs av Günther Theischinger 1994. Amphineurus kandu ingår i släktet Amphineurus och familjen småharkrankar. Inga underarter finns listade i Catalogue of Life.